# Ivoz
Ivoz est un village belge de la section d'Ivoz-Ramet de la commune de Flémalle.
Le village faisait partie de l'ancienne commune d'Ivoz-Ramet avant la fusion des communes de 1977.

## Étymologie
Ivoz s'écrivait Yvoz.

## Géographie
Le hameau peut être divisé en quatre parties distinctes, une à l'ouest comprenant la zone industrielle, une autre toujours à l'ouest remontant vers les Thiers, une au centre, en arrivant du pont-barrage et débouchant sur une petite artère commerciale et une à l'est, résidentielle et débouchant sur le Val-Saint-Lambert et la cristallerie.
Ivoz est réparti sur 1,2 km2 environ.

### Hydrographie
H. Guillery publie en 1844 un Guide du voyageur sur la Meuse. Dans ce guide est publiée une carte sur laquelle on remarque les îles qui sillonnaient la Meuse.

### Voies de communication et transports

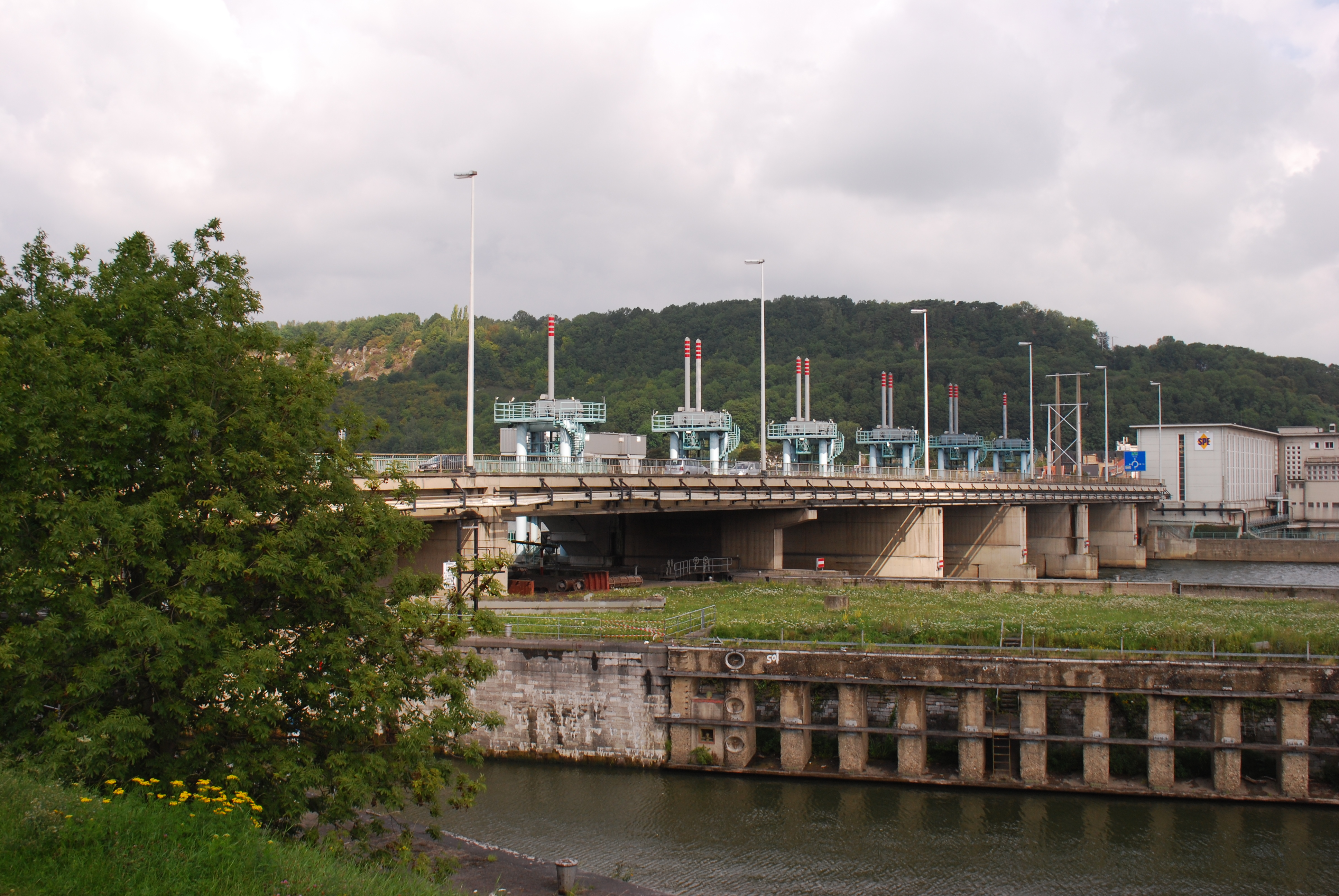
Le pont-barrage depuis le village.

Le village est bien desservi, autant par un réseau primaire que secondaire et tertiaire.
On a premièrement la nationale 90 reliant Huy à Liège et qui passe par Ivoz en longeant la Meuse avec deux sorties et une troisième indirectement. La première sortie est un petit échangeur avec la nationale 677, au niveau du pont-barrage. La deuxième est un échangeur à l'est du hameau sur la Chaussée d'Ivoz. Le troisième se situe sur la commune de Seraing, non loin du village, reliant celui-ci à la commune voisine.
Deuxièmement, la nationale 677 reliant la route européenne 42 à la nationale 63 (Route de Liège). La nationale, qui est une voie rapide sur la quasi-totalité de son tracé, devient une simple rue à travers Ivoz avant de remonter vers Neupré sous l'étiquette de la Route de France.
Troisièmement, la nationale 644 reliant le reste de la section communale à Ivoz.
Le réseau tertiaire permet la liaison avec les Thiers, la zone industrielle et le centre historique du village, avec son église.
Une voie ferrée et le RAVeL 1 longent la Meuse.

#### Rues d'Ivoz
La nationale 90, pour sa partie entre le rond-point de la zone industrielle et le pont-barrage, se nomme route de Ramioul du fait qu'elle mène à Ramioul. Pour sa partie entre le pont-barrage et le rond-point du Val-Saint-Lambert, la nationale se nomme Face aux Îles, faisant référence aux anciennes îles qui s'y trouvaient avant le milieu du XXe siècle.
La nationale 644 se nomme chaussée de Ramet car elle mène à Ramet.
La nationale 677 se nomme avenue Théodule Gonda jusqu'au croisement avec la chaussée de Ramet et de la rue Waraxhe. Elle rend hommage à Théodule Gonda. Elle emprunte le nom de chaussée d'Ivoz, qui continue sous ce nom jusqu'au rond-point du Val-Saint-Lambert mais la nationale emprunte ensuite le nom de route de France jusqu'à Neupré.
Par ordre alphabétique, sans les nationales, avec l'origine du nom:
- Chaussée d'Ivoz : elle se nomme ainsi car elle traverse le village du centre jusque Seraing et suit l'appellation des chaussées de Ramet et de Ramioul dans sa continuité vers Ramioul.
- Cour Passeux
- Face aux Îles : l'origine du nom remonte au temps où la Meuse n'était pas canalisée. La rue se trouvait littéralement face aux îles qui sillonnaient le cours d'eau.
- Parc Industriel : la rue porte ce nom car elle traverse l'entièreté du parc industriel d'Ivoz.
- Place Jean XXIII : la place rend hommage au pape Jean XXIII. Une église se trouve au centre de la place.
- Rue de la Colline : anciennement rue Fossé du Loup, elle se nomme ainsi car situé sur une colline surplombant le village de Ramet.
- Rue de la Horre
- Rue de la Paire
- Rue de Saucy
- Rue des Charrons : probablement que des charrons habitaient la rue.
- Rue des Muets
- Rue du Marais
- Rue du Moulin : probablement que la rue devait mener à un moulin.
- Rue Rouffa
- Rue Waraxhe : anciennement rue des Rondes Haies, Waraxhe signifie banal, communal. Elle permet de faire le lien avec les Thiers.

## Histoire
Avant l'occupation française, Ivoz appartenait à la Principauté de Liège en tant que seigneurie comme celle de Ramet et de Ramioul.
Durant la période française, on connait la commune d'Ivoz-Ramet (à l'époque Ramet-Ivoz) par ses trois hameaux qui sont Ramet, Ramioul et Ivoz. Ramet étant dominant sur les deux autres villages.

### Seconde guerre mondiale
La libération d'Ivoz a lieu le 7 septembre 1944. Cette journée fut assez spéciale. Les riverains, voyant les allemands partir et les américains arriver, se disent libérer mais des tirs en provenance de Chokier contredit ces faits. Des tirailleurs de la SS sèment alors la zizanie ce jour-là. L'abbé Gabriel de Seymeries décèdera sous un coup de fusil allemand en tentant d'enlever un drapeau belge qui flottait sur l'un des auvents du clocher de l'église d'Ivoz, sortis trop tôt pensant l'armée allemande partie.

## Démographie
En 1835 est publié un dictionnaire géographique et statistiques de la province. Il nous renseigne sur la population des différents hameaux et villages de la région dont celle d'Ivoz qui était alors la plus conséquente de la commune d'Ivoz-Ramet. La plupart de la population laborieuse y résidait. Le reste de la population de trouvant majoritairement à Ramet, Ramioul n'étant occupé que par un château et certains riverains.
Au 1er janvier 2011, Ivoz était peuplé de 1 264 habitants contre 1 272 au 1er janvier 2020.

## Enseignement

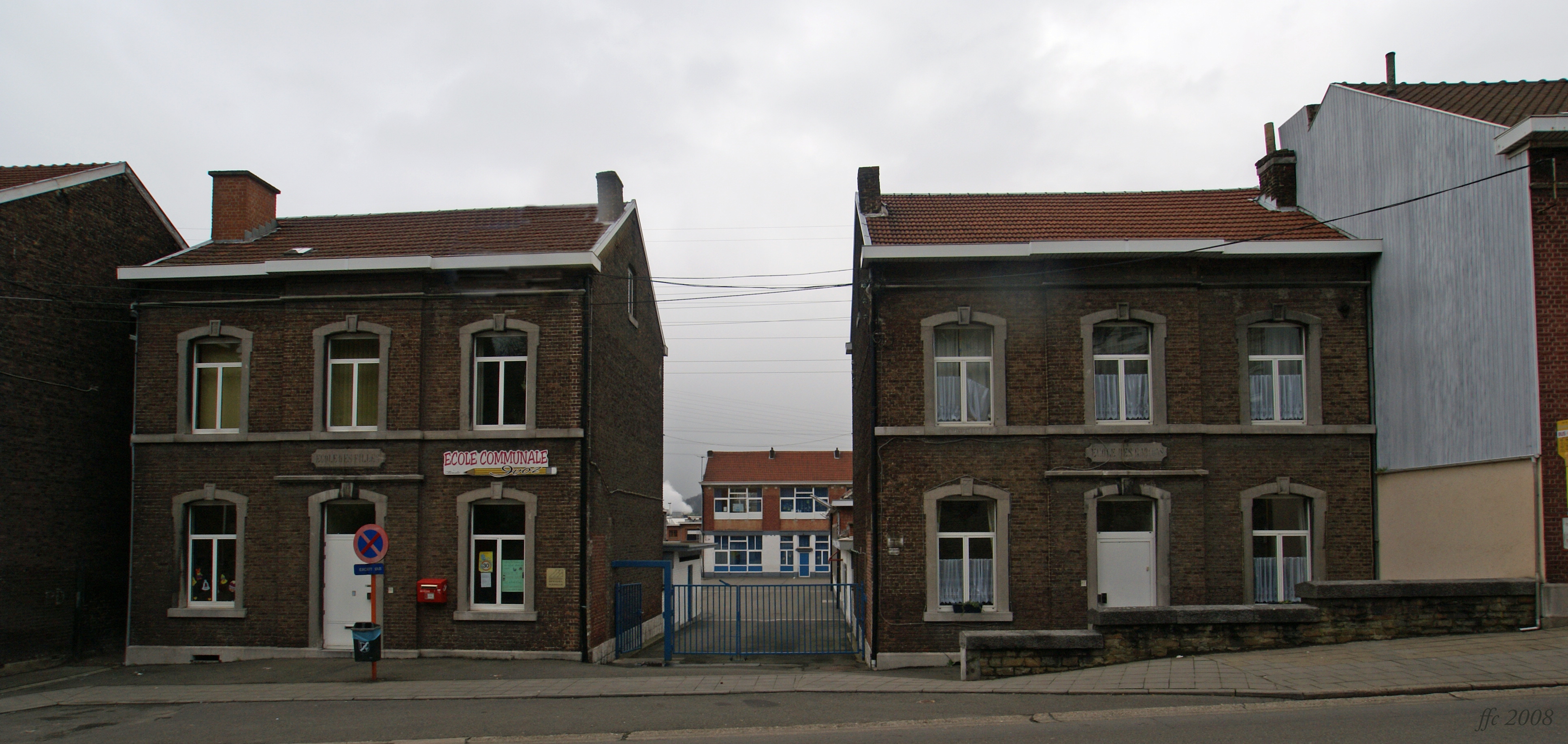
L'école d'Ivoz. Anciennement à gauche celle des filles et à droite celle des garçons.

Ivoz compte une école communale située entre la Chaussée d'Ivoz, la Cour Passeux et la rue Rouffa.
L'école d'Ivoz était dans le passé une école mixte séparant les filles et les garçons dans différentes classes. Durant l'année scolaire 1884-1885, l'école comptait 146 écoliers et 161 écolières.

## Architecture

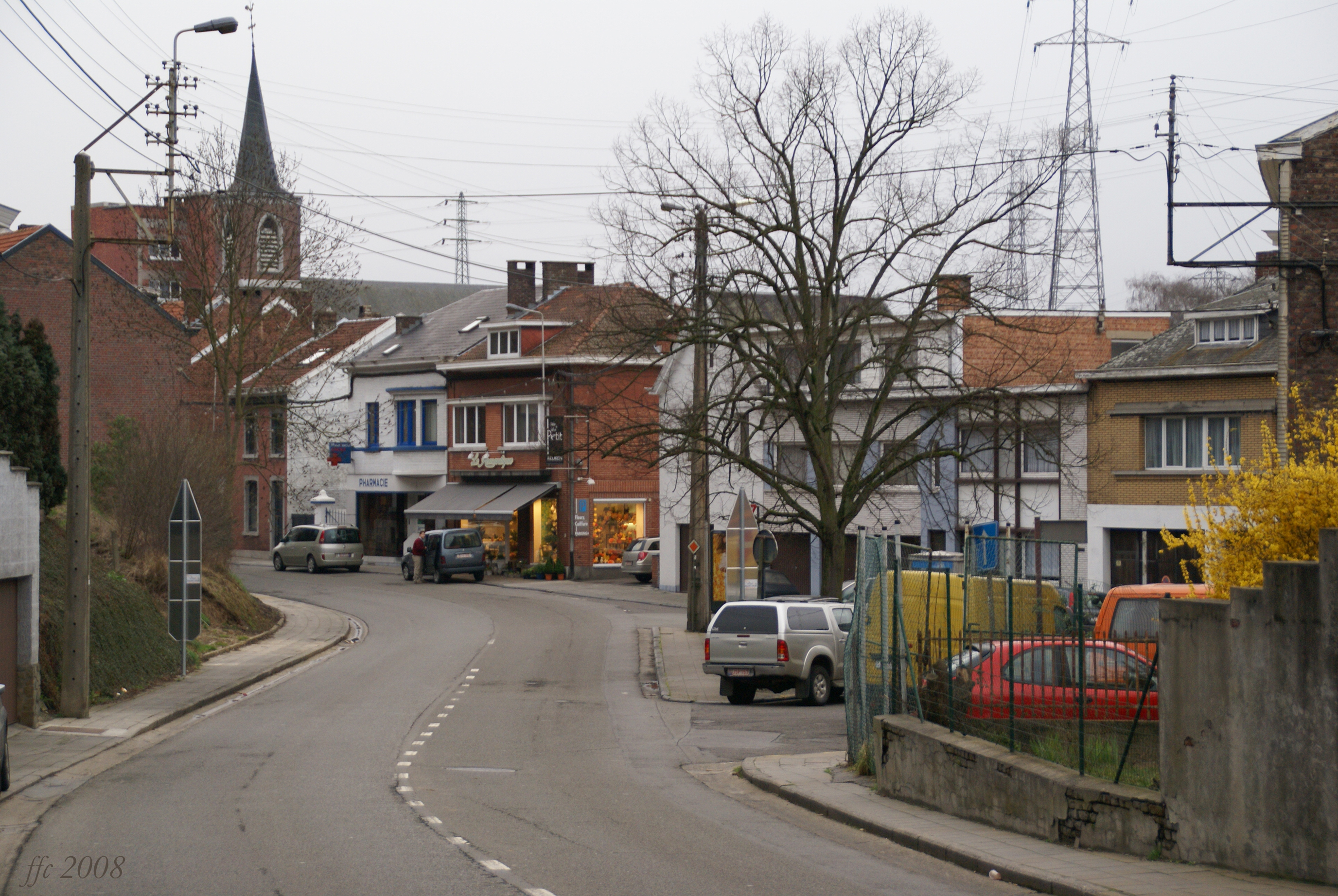
La Chaussée d'Ivoz en direction du centre du village. En arrière-plan, l'église.

Comme dans toute la région liégeoise, les habitations d'Ivoz sont caractérisées par une façade étroite, longitudinales, profondes et mitoyennes, comptant généralement deux étages dont un en partie dans les combles.
Le hameau compte une église relativement récente (construite entre 1864 et 1871). C'est une église de style néo-gothique comme l'église Saint-Jean-Baptiste.